# Myiopsitta
Myiopsitta és un gènere d'ocells de la família dels psitàcids.

## Taxonomia
Considerat tradicionalment un gènere monotípic, estudis moderns propiciat la separació en dues espècies:
- cotorreta dels cingles (Myiopsitta luchsi).
- cotorreta pitgrisa (Myiopsitta monachus).